# Amore greco
L'impatto culturale avuto dall'omoerotismo nella Grecia classica è una parte integrante della storia della sessualità umana. Le culture successive hanno articolato il proprio discorso sociologico nei riguardi dell'omosessualità e della pederastia, soprattutto nei momenti in cui l'amore tra persone dello stesso sesso è stato maggiormente vietato, attraverso i concetti di forma, armonia e bellezza dei corpi provenienti dalla tradizione classica: la scultura greca classica, un eventuale canone di bellezza, la Kalokagathia (perfezione estetica), il nudo eroico.
La metafora di amore greco diventa più vivida storicamente nei periodi in cui la ricezione ed accoglienza dell'antichità classica ha rappresentato un'importante influenza sui movimenti artistici ed intellettuali dominanti, innanzi tutto attraverso l'estetica.
A seguito del lavoro svolto sulla Storia della sessualità dal teorico francese Michel Foucault, la validità di un "modello greco antico" utilizzabile da parte della moderna cultura LGBT è stata messa fortemente in discussione. Nel suo saggio intitolato "Greek Love" Alastair Blanshard vede per l'appunto il concetto di amore greco come una delle definizioni maggiormente problematiche e questione anche d'aspre divisioni all'interno del movimento di liberazione omosessuale.

## Termini storici
Come significato preminente nelle moderne lingue europee, la frase "amore greco" si riferisce per o più ad una varietà di pratiche omoerotiche parte del patrimonio ellenico interno alla cultura occidentale; le virgolette vengono spesso collocate su una od entrambe le parole per indicare che l'uso della frase viene determinato dal contesto in cui essa è posta. Serve ancor oggi spesso come frase in codice per indicare la pederastia o come termine di "sanificazione" del desiderio omosessuale in contesti storici in cui esso è stato considerato inaccettabile.
In lingua tedesca "griechische Liebe" (Amore greco) compare all'interno della letteratura tedesca a partire all'incirca dalla metà del XVIII secolo, insieme a "socratische Liebe" (Amore socratico) e "platonische Liebe" (il cosiddetto amore platonico) in riferimento all'attrazione erotica tra maschi. Il mondo dell'antica Grecia divenne a partire da questo periodo sempre più un punto di riferimento positivo, per cui gli uomini omosessuali di una certa estrazione sociale ed istruzione superiore avrebbero anche potuto intraprendere ed impegnarsi in un discorso che poteva altrimenti facilmente essere considerato come tabù.
Nel periodo iniziale della storia moderna è stata accuratamente mantenuta una profonda distinzione tra l'erotismo tutto al maschile idealizzato nella tradizione dell'Eros greco antico, trattato con estrema riverenza, e la sodomia la quale rappresentava il massimo termine di disprezzo dell'epoca per indicare gli atti omosessuali ("contro-natura").

## Sfondo greco antico
Nella sua approfondita ricerca su L'omosessualità nella Grecia antica (1978), l'accademico britannico Kenneth Dover sottolinea che le definizioni/distinzioni attuali di eterosessualità e omosessualità non hanno equivalenti nella lingua greca antica; non vi è mai stata neppure alcuna nozione e significato nell'antica Grecia equivalente alla moderna concezione di preferenza o orientamento sessuale: è stato pertanto ipotizzato che qualsiasi cittadino adulto avrebbe naturalmente risposto, in tempi e modalità differenti, all'attrazione nei confronti di persone dello stesso sesso così come a quella rivolta verso persone di sesso opposto.
La prova riguardante l'esistenza dell'attrazione e di comportamenti omosessuali diffusi è molto più abbondante per quanto concerne gli uomini rispetto alle donne. Sia l'amore romantico che la vera e propria passione sensuale tra maschi erano spesso considerati perfettamente in linea con la norma vigente; in alcune circostanze addirittura sani ed ammirevoli. Il rapporto possibile più comune tra due maschi era quello inerente alla "paiderasteia", un'istituzione socialmente riconosciuta in cui un uomo adulto (-erastès o amante attivo) rimaneva per un certo periodo di tempo legato sentimentalmente a un maschio adolescente appartenente alla sua stessa comunità (-eromenos o amante passivo/amato).
Lo studioso e autore Martin Litchfield West interpreta la pederastia greca essenzialmente come un sostituto per l'amore eterosessuale, essendo il libero contatto tra i sessi fortemente limitato dalla società dell'epoca. Sia l'arte greca che la letteratura greca ritraggono queste relazioni in uno sfondo a volte decisamente erotico-sessuale, talvolta fortemente idealizzato, educativo e pertanto non consumato sensualmente in cui il partner più anziano svolgeva un ruolo eminentemente di mentoring.
Una delle caratteristiche distintive dell'erotismo greco tra maschi era poi quella di essere ampiamente presente in ambiente militare, il cui massimo esempio costitutivo è dato dal battaglione sacro di Tebe (vedi in omosessualità militare nell'antica Grecia e pederastia tebana), anche se la misura in cui le relazioni omosessuali svolgessero un ruolo militare preminente al suo interno è stato in parte messo in discussione.
Alcune tra le più importanti e celebri narrazioni della mitologia greca sono state interpretate come essere un riflesso dell'usanza pederastica, in particolare il mito riguardante il rapimento di Ganimede da parte di Zeus con l'intenzione di farlo diventare il coppiere durante il simposio degli Olimpi. Anche la vicenda riguardante il tragico amore del dio Apollo nei confronti del bellissimo Giacinto viene spesso referenziata come essere uno dei maggiori miti pederastici, riguardante nello specifico la pederastia spartana.
Le principali fonti letterarie antiche riguardanti l'omosessualità greca sono la lirica greca, la commedia antica, le opere di Platone e Senofonte, i discorsi pronunciati all'assemblea del tribunale ateniese (Contro Timarco), la pittura vascolare greca raffigurante scene di corteggiamento e atti sessuali tra maschi.

## Antica Roma
Nella lingua latina con "mos Graeciae" o "mos Graecorum" ("tradizione greca" o "la via dei Greci") ci si viene a riferire a tutta una serie di comportamenti che nell'antica Roma venivano considerati come di derivazione greca comprese, ma non limitate ad esse, anche certe pratiche sessuali. I comportamenti omosessuali a Roma erano accettabili solamente all'interno di un rapporto intrinsecamente diseguale; i cittadini romani maschi avrebbero in ogni caso mantenuto la loro mascolinità fintanto che avessero preso il ruolo attivo-penetrante e partner sessuali appropriati potevano essere sia uomini che si dedicavano alla prostituzione maschile sia schiavi (i quali sarebbero stati quasi sempre dei non romani, quindi dei non-cittadini i quali non godevano di alcun diritti civili.
Nel mondo greco sia arcaico che classico la paiderasteia era stata un rapporto sociale formale tra uomini nati liberi; estrapolata dal contesto e rimodellata come prodotto di lusso di un popolo conquistato, la pederastia è venuta nell'impero romano ad esprimere ruoli che si basavano essenzialmente sul dominio e lo sfruttamento.
Agli schiavi venivano spesso dati nomi greci, gli stessi prostituti li assumevano a volte volentieri, indipendentemente dalla loro effettiva origine etnica: tutti i ragazzi-pueri da cui il poeta Marziale è attratto hanno nomi greci. L'utilizzo degli schiavi in qualità di oggetti sessuali definisce la pederastia romana; venivano poi considerate pratiche erotiche in qualche modo di derivazione greca quelle che venivano indirizzate a ragazzi nati liberi ed apertamente corteggiati in conformità on le tradizioni elleniche della pederastia greca. La figura dell'eromenos viene successivamente tradotta a Roma col nome di pais-fanciullo, inteso come vezzeggiativo e non necessariamente indicante una precisa categoria d'età anagrafica.
L'Effeminatezza o una mancanza di disciplina nella gestione dell'attrazione sessuale provata verso un altro maschio minacciava la "romanità" di un uomo e quindi poteva facilmente essere denigrata come "orientale" o "greca". I timori che i modelli greci con i loro codici potessero corrompere la tradizione sociale romana (il mos maiorum) sembrano aver indotto alla promulgazione di una legge vagamente documentata - la Lex scantinia - che ha tentato di regolamentare gli aspetti delle relazioni omosessuali tra maschi nati liberi e di proteggere la gioventù romana dagli uomini adulti che emulavano i costumi grevi della pederastia.
Alla fine del II secolo a.C. tuttavia, l'elevazione della letteratura e dell'arte ellenica come modelli di espressione iniziò a causare un omoerotismo diffuso, considerato sempre più come segno di urbanità e sofisticatezza. Il console Quinto Lutazio Catulo era membro autorevole di un circolo di poeti che hanno composto brevi poesie ellenistiche com'era di moda nella tarda Repubblica. Uno dei suoi pochi frammenti superstiti è una poesia di desiderio erotico rivolta ad un maschio con un nome greco, segnalando in tal maniera la nuova estetica della cultura romana.
L'ellenizzazione della cultura d'élite ha influenzato anche gli atteggiamenti sessuali tra "i romani filoellenici più all'avanguardia", in una maniera in parte distinta dall'effettivo orientamento sessuale o comportamento; questo passaggio è venuto a compimento nella "nuova poesia" del I secolo a.C. Le poesie di Gaio Valerio Catullo, scritte in forme adattate alla metrica greca, includono diversi brani di desiderio pederastico espresso per un giovane nato libero chiamato esplicitamente "Giovenzio" (Iuventius). Il suo nome latino e la sua condizione di nato libero sovverte decisamente la tradizione dell'omosessualità nell'Antica Roma.

## Rinascimento
Le relazioni omosessuali maschili interpretate come genere a parte conosciuto sotto il nome ideale di "amore greco" sono sempre state disconosciute all'interno di quella parte di tradizione occidentale rappresentata dal Giudeo-cristianesimo. Durante il periodo post-classico la poesia d'amore indirizzata da maschi verso altri maschi è stata considerata generalmente un tabù.
Nel 1469 Marsilio Ficino, esponente del rinascimento italiano e cofondatore dell'Accademia neoplatonica a Firenze, reintrodusse il Simposio di Platone nella cultura occidentale con la sua traduzione latina dal titolo "De Amore". Il Simposio è presto divenuto il testo più importante per la concezione dell'amore in generale nel corso del Rinascimento. Nel suo commento filologico all'antico filosofo greco Ficino interpreta come "amor Platonicus" e "amor Socraticus" l'allegoria idealizzata dell'amore tutto al maschile, in linea con la dottrina della Chiesa cattolica del suo tempo.
L'interpretazione ficiniana del Simposio ha influenzato tutta una visione filosofica che vede la ricerca della conoscenza, in particolare quella riferita al Conosci te stesso, come richiedente di necessità una sublimazione del desiderio sessuale. Ficino ha quindi iniziato il lungo processo storico di soppressione dell'omoerotismo dalle opere di platoniche, in particolare nel Carmide ove si è cercato di minimizzare il più possibile la minaccia di "esposizione della natura carnale dell'amore greco". Per Ficino l'amore platonico è stato un legame tra due uomini che favoriva una vita emotiva ed intellettuale condivisa, in quanto distinto dall'amore greco praticato storicamente nella pederastia greca consistente nell'intimo rapporto tra erastès ed eromenos.
Ficino ha quindi indirizzato l'utilizzo più moderno del termine amore platonico, per significare un amore privo del tutto di sessualità. Proprio nel suo commento al Simposio Ficino attua un'accurata separazione tra l'atto di sodomia - che senza mezzi termini condanna - dall'amore socratico che invece loda come la più alta forma possibile di amicizia, sostenendo che gli uomini potevano scoprire attraverso la bellezza esteriore e il sentimento di amicizia che ne consegue il bene più grande e alto possibile, ossia Dio. In tal maniera ha fatto opera di cristianizzazione ed ulteriore idealizzazione dell'amore maschile così com'era stato originariamente espresso da Socrate e riportato in forma scritta dal discepolo.
Durante tutto il periodo rinascimentale artisti quali Leonardo da Vinci e Michelangelo Buonarroti hanno ampiamente utilizzato la filosofia platonica come fonte d'ispirazione per alcune tra le loro opere più grandi. La cosiddetta riscoperta dell'antichità classica in questo periodo è stata percepita come una vera e propria esperienza liberatoria e l'amore greco come ideale del modello platonico. Michelangelo si è così proposto al pubblico come un amante ideale degli uomini, che unisce l'ortodossia cattolica all'entusiasmo pagano nei suoi innumerevoli ritratti delle forme maschili, questo particolarmente accade col David, ma non solo; il pronipote modificò in seguito le sue poesie per diminuire quanto più possibile le sue espressioni d'amore più che mai intenso rivolte al giovane Tommaso de' Cavalieri.
Per contro l'autore del rinascimento francese Michel de Montaigne, la cui visione dell'amore e dell'amicizia era umanista e razionalista, respinse l'amore greco come modello nel suo saggio intitolato "De l'amitié"; egli scrisse ch'esso non corrispondeva alle esigenze sociali del suo tempo in quanto il coinvolgimento nella relazione richiedeva necessariamente una disparità di età oltre una differenza totale nelle funzioni assegnate ad ognuno dei due innamorati.
Montaigne intendeva l'amicizia come un rapporto tra pari nel contesto di una libertà politica, pertanto questa intrinseca disuguaglianza esistente nell'antico amore greco ne diminuiva il valore. La bellezza fisica e l'attrazione sessuale inerente al modello greco per il saggista e filosofo francese del '600 non erano condizioni necessarie per poter instaurare un prolifico rapporto d'amicizia e congeda i rapporti omosessuali, a cui si riferisce con la definizione di "licence grecque", come socialmente ripugnanti.
Anche l'importazione all'ingrosso di una qual forma di modello greco sarebbe socialmente improprio, il termine utilizzato da Montaigne sembra riferirsi soltanto ai comportamenti omosessuali per così dire licenziosi; ciò in netto contrasto col comportamento moderato vigente tra gli uomini in stato di perfetta amicizia.
Quando Montaigne sceglie di presentare il proprio saggio sull'amicizia ricorrendo apertamente al modello greco "il ruolo dell'omosessualità come tropo è più importante del suo status attuale di desiderio o atto tra maschi... la "license grecque" diventa un apparecchio estetico per inquadrarne il centro focale". 

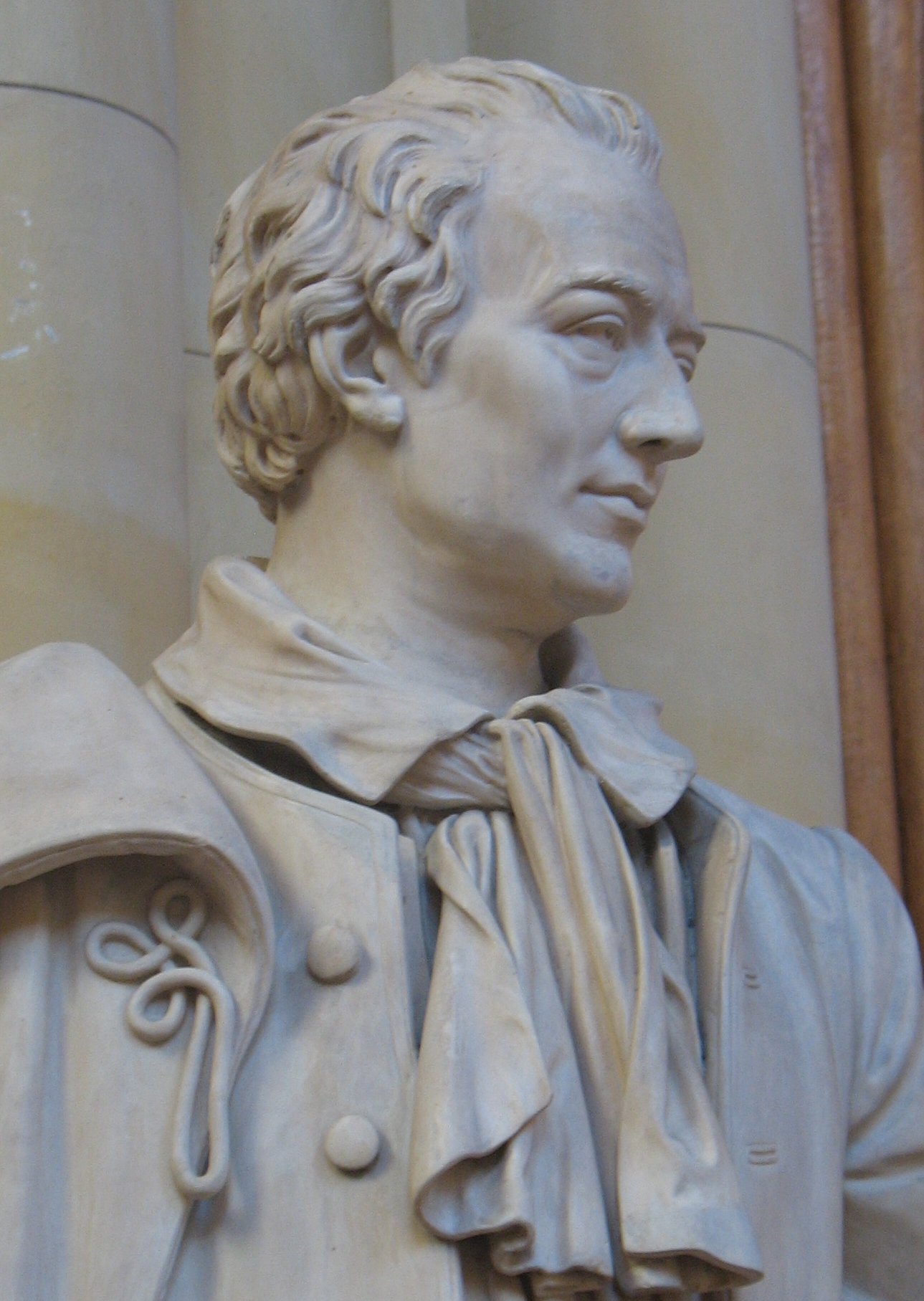
Scultura in marmo del 1844-48 ritraente Johann Joachim Winckelmann, lo storico dell'arte fondatore dell'estetica moderna.

## Neoclassicismo
Il termine tedesco "griechische Liebe" (amore greco) compare all'interno della letteratura tedesca tra il 1750 e il 1850, insieme a "socratische Liebe" (amore socratico) e "Platonische Liebe" (amore platonico) in riferimento alle attrazioni sessuali di stampo omoerotico.
Il lavoro compiuto dallo storico dell'arte tedesco Johann Joachim Winckelmann ha avuto una grande influenza sulla formazione degli ideali classici nel XVIII secolo, ed è anche un punto di partenza frequente per le storie della letteratura gay tedesca. Winckelmann ha osservato con estrema attenzione l'omoerotismo intrinseco dell'arte greca, anche se sentiva di aver lasciato in gran parte questa percezione in una forma implicita: "Avrei dovuto essere in grado di dire di più se avessi scritto per i greci, e non in una lingua moderna, che ha imposto a me alcune restrizioni".

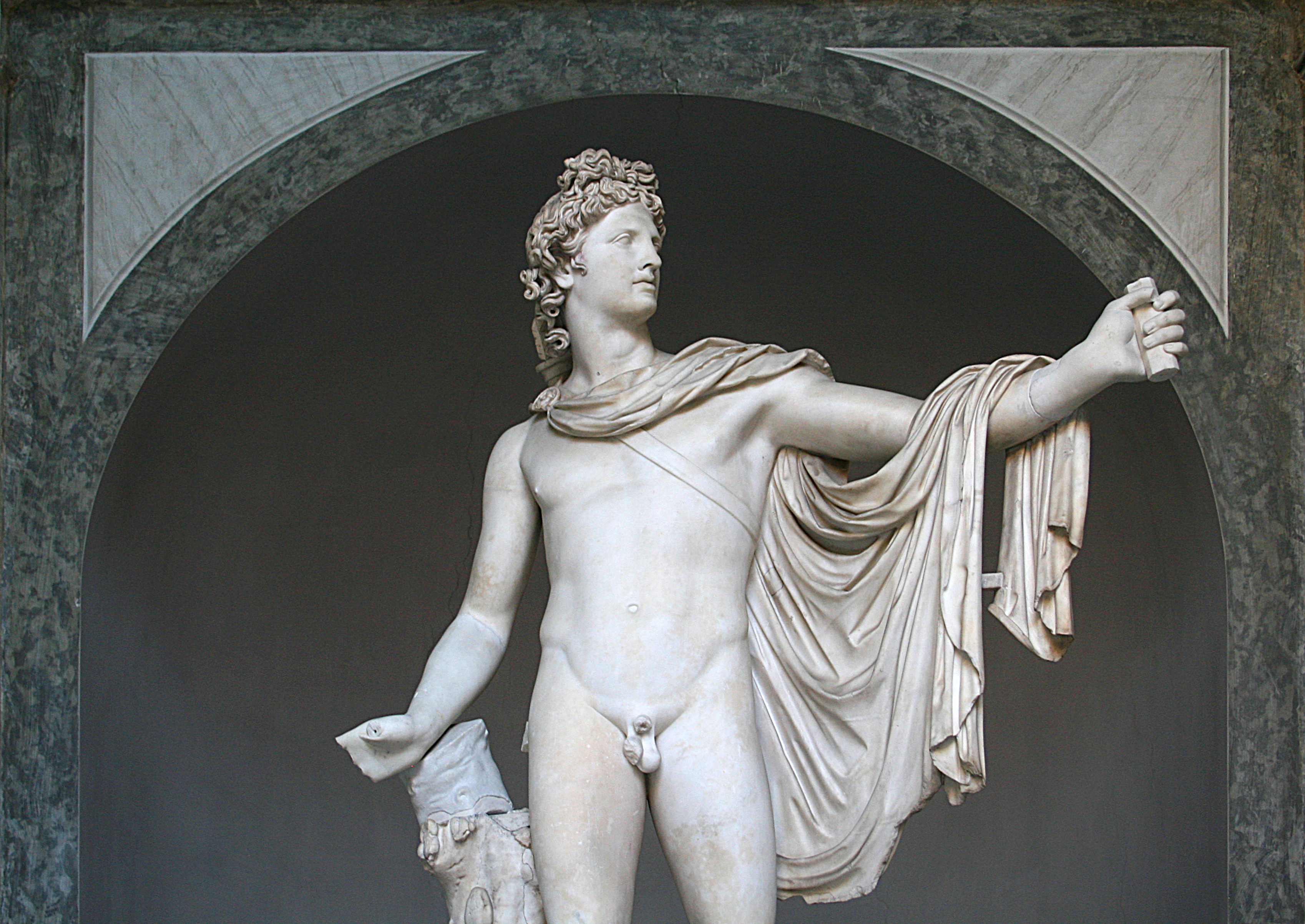
L'Apollo del Belvedere.

La sua omosessualità ha influenzato notevolmente la sua risposta all'arte greca e spesso su questo argomento tendeva verso il rapsodico: "dall'ammirazione passo allo stato di estasi...", ha scritto nei riguardi dell'Apollo del Belvedere, "Io mi sento come se fossi trasportato a Delo e nei boschi sacri di Licia - luoghi che il dio Apollo ha onorato con la sua presenza - e la statua sembra prendere vita come la meravigliosa creazione di Pigmalione". Anche se al giorno d'oggi viene considerato come "astorico e utopico", il suo approccio alla storia dell'arte ha fornito un "corpo" e "una serie di tropi" per l'idea e la concezione di amore greco, "una semantica circostanziata sull'amore greco che... alimenta i relativi discorsi settecenteschi sull'amicizia e nei confronti dell'amore generalmente inteso.
La "visione ideal-romantica" di Winckelmann ha ispirato i poeti tedeschi nella seconda metà del XVIII secolo e poi tutti quelli del XIX secolo, tra cui Goethe il quale ha evidenziato la glorificazione di Winckelmann dei giovani maschi in stato di nudo eroico nell'antica scultura greca come centrale per una nuova estetica del tempo moderno, per i quali Winckelmann stesso era un modello di amore greco come forma superiore di amicizia. Anche se Winckelmann non ha inventato l'eufemismo "amore greco" per indicare l'omosessualità, è stato però considerato come una "levatrice intellettuale" per il modello greco come estetica e ideale filosofico che forma per l'intero XIX secolo il culto omosociale dell'amicizia.
Opere in lingua tedesca di questo periodo derivanti dal milieu degli studi classici sull'"amore greco" sono i saggi accademici di Christoph Meiners e Alexander von Humboldt, la poesia parodica "Juno e Ganimede" di Christoph Martin Wieland e "Ein Jahr in Arkadien: Kyllenion" (Un anno in Arcadia: Kyllenion 1805), un romanzo incentrato su una storia d'amore esplicitamente omosessuale in un ambiente greco il cui autore fu il duca Augusto di Sassonia-Gotha-Altenburg.

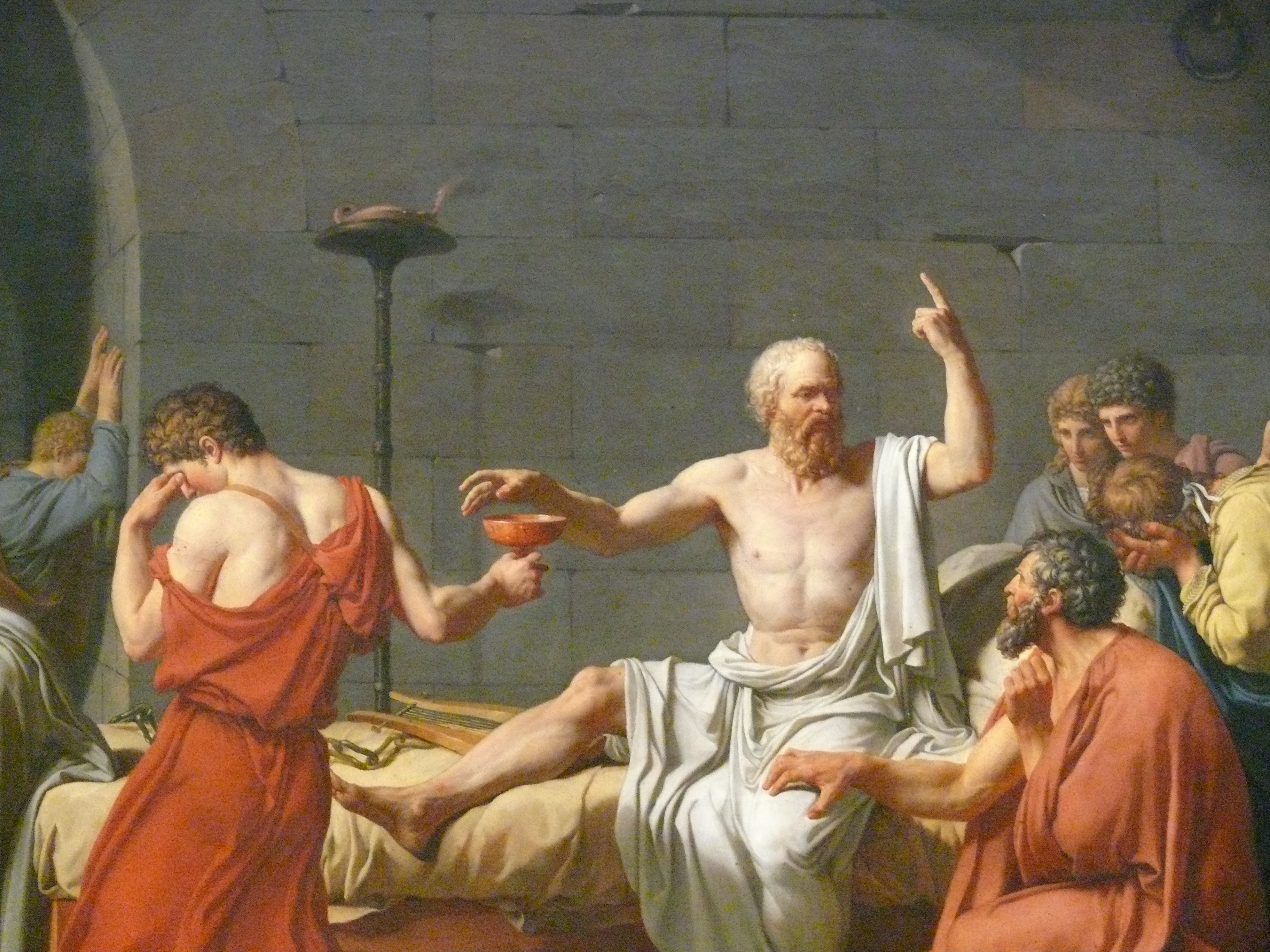
Particolare della Morte di Socrate (1787) di Jacques-Louis David; un'idealizzazione dell'omosocialità presente massicciamente nella cultura Greca.

Le opere d'arte del neoclassicismo raffigurano spesso e volentieri la società antica ed una forma idealizzata di "amore greco". Jacques-Louis David già a partire dalla sua tela giovanile Morte di Socrate è destinato a diventare un pittore della grecità, intriso pertanto di un forte apprezzamento nei confronti dell'"amore greco" come tributo e documentazione di relazioni di amicizia romantica disinteressata e di fraternità tutta al maschile.

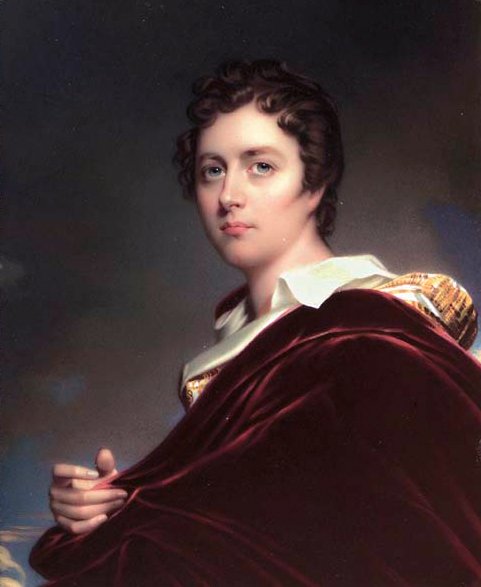
Ritratto del giovane Lord Byron. Il busto rivolto verso sinistra, tiene il suo mantello di velluto rosso drappeggiato sulle spalle con la mano destra (1837), di Henry Pierce Bone.

## Romanticismo inglese
Il concetto di amore greco era assai importante per due dei più celebri poeti del Romanticismo di lingua inglese, Lord Byron e Shelley. L'età della Reggenza in Inghilterra era un'epoca caratterizzata da ostilità ed una "frenesia di... persecuzione" contro gli omosessuali, i cui decenni più virulenti hanno coinciso esattamente con la vita di Byron.
I termini "omosessuale" e "gay" non erano ancora utilizzati, ma l'eufemismo "amore greco" tra i contemporanei di Byron divenne presto un modo di concettualizzare l'omosessualità, altrimenti tabù, nei precedenti di un passato classico molto stimato. Il filosofo Jeremy Bentham, per fare solo un esempio, ha fatto appello ai modelli sociali dell'antichità classica, come i legami omoerotici del battaglione sacro e la pederastia greca, per dimostrare come questi rapporti non avessero di per sé nessun influsso nei riguardi dell'erosione del matrimonio eterosessuale o della struttura familiare.
L'alta considerazione per l'antichità classica nel XVIII secolo ha causato qualche aggiustamento negli atteggiamenti omofobici continentali, ma non in Inghilterra. In Germania, l'alto prestigio dato dallo studio della filologia classica ha portato alla fine a traduzioni e saggi più onesti che hanno esaminato anche l'omoerotismo di cui era impregnata la cultura greca, inteso soprattutto come pederastia; questo nel contesto dell'indagine scientifica piuttosto che in quello della condanna morale.
I forti sentimenti religiosi e nazionalisti in Inghilterra nel complesso han fatto sì che il paese rimanesse ostile nei confronti delle espressioni d'amore tra persone dello stesso sesso. Fu però proprio l'arcivescovo di Canterbury John Potter a scrivere quello che potrebbe essere il resoconto più effusivo della pederastia greca disponibile in inglese al momento, al di fuori della "List of Historical Writers Whose Works I Have Perused" che Byron ha elaborato a 19 anni.
Platone non era molto letto ai tempi di Byron, in contrasto con la successiva epoca vittoriana, quando le traduzioni del Simposio e del Fedro sarebbero state il modo più probabile per un giovane studente di conoscere la sessualità greca. L'unica traduzione inglese del Simposio, pubblicato in due parti nel 1761 e il 1767, era stata un'impresa ambiziosa dallo studioso Floyer Sydenham, che tuttavia ha tenuto a sopprimere totalmente l'omoerotismo del testo: Sydenham ha difatti regolarmente tradotto la parola eromenos come "padrone" e "ragazzo" spesso diventa "fanciulla" o "donna". Allo stesso tempo, il curriculum classico nelle scuole di inglese passò a dare la preferenza dallo studio delle opere di storia e filosofia alla poesia latina e alla lirica greca che molto spesso affrontato temi erotici.
Nel descrivere gli aspetti omoerotici della vita di Byron e della sua intera produzione, Louis Crompton usa il termine generico "amore greco" per coprire i modelli letterari e culturali dell'omosessualità dall'antichità classica nel suo complesso, sia greche che romane, così com'era la ricezione degli intellettuali, artisti e moralisti del tempo.
Per quelli come Byron che erano impregnati di letteratura classica, la frase "l'amore greco" evocava immediatamente i miti pederastici quali potevano essere le storie di Ganimede e di Giacinto, nonché personaggi storici come i martiri politici Armodio e Aristogitone, l'imperatore romano del II secolo Adriano e il suo amato Antinoo; Byron si riferisce a tutte queste vicende nei suoi scritti.
Ma era ancora più familiare con la tradizione classica dell'amore maschile nella letteratura latina, avendo citato a più riprese o tradotto i passaggi omoerotici provenienti dalla poesia di Catullo, Orazio, Virgilio, per finire con Petronio il cui nome "era sinonimo di omosessualità nel XVIII secolo a causa del suo romanzo Satyricon il quale è pieno di episodi d'amore omosessuale.
Nel cerchio di Byron all'università di Cambridge "Horatian" era una parola in codice per intendere la bisessualità. Nella sua corrispondenza, Byron e i suoi amici fanno ricorso al codice delle allusioni classiche, in uno scambio di rinvii ed elaborati giochi di parole per "Giacinti" che potrebbero essere colpito da "Quoits" (tradizionale gioco di lancio degli anelli), proprio come il mitologico Giacinto era stato accidentalmente abbattuto mentre stava giocando al lancio del disco assieme ad Apollo.

## Note

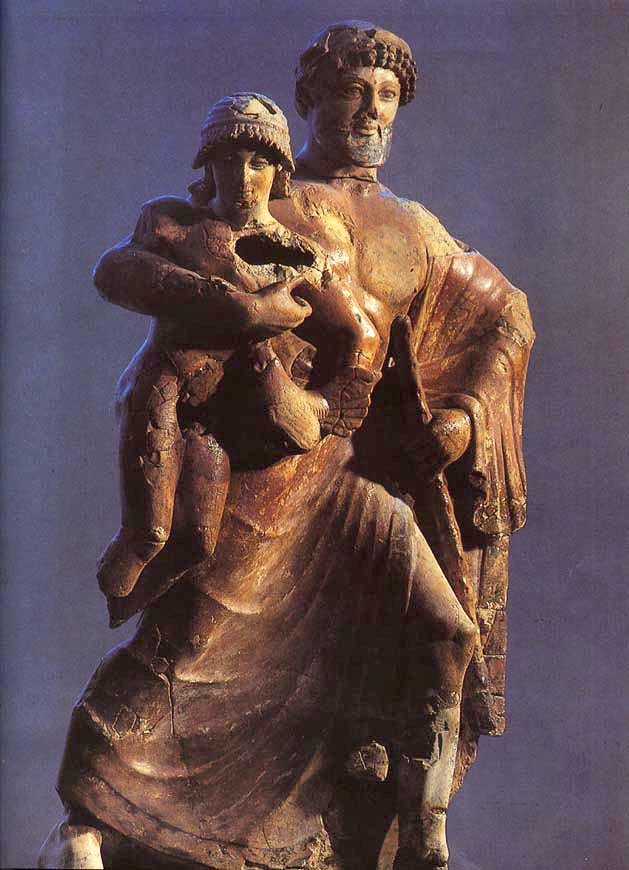
Zeus che rapisce Ganimede; terracotta di epoca arcaica.